# Bianca Iosivoni
Bianca Iosivoni (* 1986) ist eine deutsche Schriftstellerin von New-Adult- und Romantasy-Romanen, die mit der Liebesroman-Dilogie Hailee & Chase bekannt wurde.

## Leben
Iosivoni studierte in Hannover Sozialwissenschaften und war in einer Online-Redaktion beschäftigt. Momentan ist sie freiberufliche Autorin.

## Literarisches Wirken
Iosivoni gewann 2012 nach eigenen Angaben einen Schreibwettbewerb beim Imprint-Label LYX vom Bastei Lübbe Verlag mit einer Kurzgeschichte, die im selben Jahr in der Anthologie 5 Jahre – 5 Geschichten bei LYX publiziert wurde. 2014 und 2015 veröffentlichte Iosivoni die Romantic-Suspense-Reihen (Liebesroman mit Spannung) Hunters und Daughters of Darkness mit jeweils drei Bänden über den Romance Edition Verlag. Ab 2016 begann Iosivoni die New-Adult-Reihe (Liebesromane für junge Erwachsene) Firsts bei LYX zu publizieren, von der der 2017 erschienene zweite Band Der letzte erste Kuss es 2018 in die Top 20 der Spiegel-Bestsellerliste in der Kategorie Taschenbuch Belletristik schaffte. Der 2019 bei LYX erschienene erste Band Falling Fast der New-Adult-Reihe Hailee & Chase erreichte Rang sechs auf der Spiegel-Bestsellerliste und galt bis August 2019 als erfolgreichster Titel von Iosivoni. Beim Lovelybooks Leserpreis 2019 wurde der Titel auf Platz drei gewählt. Der im gleichen Jahr veröffentlichte zweite Band Flying High stieg auf Rang zwei in der Kategorie Paperback-Belletristik der Spiegel-Bestsellerliste ein. Im Ravensburger Verlag erschien 2017 und 2018 die Romantasy-Reihe (romantische Fantasyliteratur) Soul Mates. Ebenfalls 2018 kam die Romantasy-Trilogie Sturmtochter heraus. Deren dritter Band Für immer vereint konnte sich 2019 auf der Spiegel-Bestsellerliste platzieren sowie ebenfalls beide Bände der 2020 bei LYX veröffentlichte Dilogie Was auch immer geschieht.
Gemeinsam mit der Autorenkollegin Laura Kneidl begann Iosivoni im August 2020 die Romantasy-Buchreihe Midnight-Chronicles, bei der die Autorinnen die einzelnen Bände im Wechsel schrieben und Iosivoni mit dem ersten Band Schattenblick begann, der beim Lovelybooks Leserpreis 2020 Gold erhielt. Die bis November 2021 erschienenen ersten drei Bände der Reihe gelangten alle auf die Spiegel-Bestsellerliste in der Kategorie Paperback Belletristik.

## Werke (Auswahl)

### Soul Mates – Reihe
- Flüstern des Lichts (Band 1). Ravensburger, Ravensburg 2017, ISBN 978-3-473-58514-4.
- Ruf der Dunkelheit (Band 2). Ravensburger, Ravensburg 2018, ISBN 978-3-473-58520-5.

### Firsts-Reihe
- Der letzte erste Blick (Band 1). LYX, Köln 2017, ISBN 978-3-7363-0412-3.
- Der letzte erste Kuss (Band 2). LYX, Köln 2017, ISBN  978-3-7363-0414-7.
- Die letzte erste Nacht (Band 3). LYX, Köln 2018, ISBN  978-3-7363-0779-7.
- Der letzte erste Song (Band 4). LYX, Köln 2018, ISBN  978-3-7363-0913-5.

### Sturmtochter-Reihe
- Für immer verboten (Band 1). Ravensburger, Ravensburg 2018, ISBN 978-3-473-58531-1.
- Für immer verloren (Band 2). Ravensburger, Ravensburg 2019, ISBN 978-3-473-58539-7.
- Für immer vereint (Band 3). Ravensburger, Ravensburg 2019, ISBN 978-3-473-58540-3.

### Hailee & Chase – Reihe
- Falling fast (Band 1). LYX, Köln 2019, ISBN 978-3-7363-0839-8.
- Flying high (Band 2). LYX, Köln 2019, ISBN 978-3-7363-0989-0.

### Was auch immer geschieht – Reihe
- Finding back to us (Band 1). LYX, Köln 2020, ISBN 978-3-7363-1119-0.
- Feeling Close to You (Band 2). LYX, Köln 2020, ISBN 978-3-7363-1138-1.
- Fighting Hard for Me (Band 3). LYX, Köln 2021, ISBN 978-3-7363-1653-9.

### Midnight-Chronicles – Reihe
- Bianca Iosivoni, Laura Kneidl Schattenblick (Band 1). LYX, Köln 2020, ISBN 978-3-7363-1277-7.
- Laura Kneidl, Bianca Iosivoni Blutmagie (Band 2). LYX, Köln 2021, ISBN 978-3-7363-1347-7.
- Bianca Iosivoni, Laura Kneidl Dunkelsplitter (Band 3). LYX, Köln 2021, ISBN 978-3-7363-1348-4.
- Laura Kneidl, Bianca Iosivoni Seelenband (Band 4). LYX, Köln 2022, ISBN 978-3-7363-1349-1.
- Bianca Iosivoni, Laura Kneidl Todeshauch (Band 5). LYX, Köln 2022, ISBN 978-3-7363-1350-7.

### The last goddess – Reihe
- A fate darker than love (Band 1). Ravensburger, Ravensburg 2020, ISBN 978-3-473-58577-9.
- A kiss stronger than death (Band 2). Ravensburger, Ravensburg 2021, ISBN 978-3-473-58585-4.

### Canadian Dreams – Reihe
- Golden Bay – How it feels (Band 1). Penguin, München 2024, ISBN 978-3-328-11078-1
- Golden Bay – How it hurts (Band 2). Penguin, München 2024, ISBN 978-3-328-11079-8
- Golden Bay – How it ends (Band 3). Penguin, München 2024, ISBN 978-3-328-11080-4

## Auszeichnungen
- 2019: LovelyBooks Leserpreis Bronze in der Kategorie Liebesromane für Falling Fast
- 2020: Lovelybooks Leserpreis Gold in der Kategorie Fantasy & Science Fiction für Midnight Chronicles – Schattenblick
- 2023: LovelyBooks Community Award Silber in der Kategorie Krimi & Thriller für SORRY. ich habe es nur für Dich getan.[8]